# Финтина-Маре (комуна)
Финтина-Маре (рум. Fântâna Mare) — комуна у повіті Сучава в Румунії. До складу комуни входять такі села (дані про населення за 2002 рік):
- Коту-Беїй (969 осіб)
- Праксія (191 особа)
- Спетерешть (446 осіб)
- Финтина-Маре (1012 осіб)

Комуна розташована на відстані 331 км на північ від Бухареста, 26 км на південь від Сучави, 101 км на захід від Ясс.

## Населення
У 2009 року у комуні проживали 2700 осіб.